# 卡拉姆贝图尔夫塔内
卡拉姆贝图尔夫塔内（Kalambe Turf Thane），是印度马哈拉施特拉邦Kolhapur县的一个城镇。总人口8691（2001年）。

## 人口
该地2001年总人口8691人，其中男性4583人，女性4108人；0—6岁人口1021人，其中男575人，女446人；识字率71.00%，其中男性为77.98%，女性为63.22%。